# Henri-Gabriel Ibels

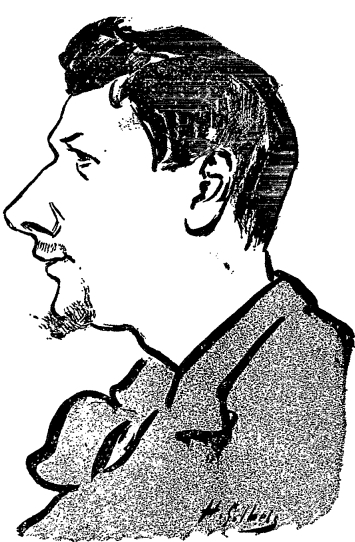
Selbstbildnis in der Zeitschrift La Plume (1893)

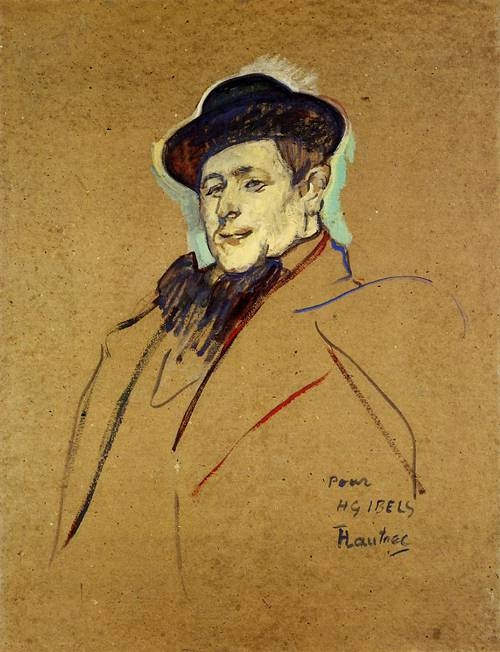
Toulouse-Lautrec: Porträt Ibels (1893)

Henri-Gabriel Ibels (geboren 30. November 1867 in Paris; gestorben 31. Januar 1936 in Paris) war ein französischer Grafiker, Maler und Autor.

## Leben
Henri-Gabriel Ibels’ Bruder war der Schriftsteller und Anarchist André Ibels (1872–1932). Die Halbschwester Louise Catherine Ibels (1891–1965) wurde ebenfalls Malerin.
Ibels machte sein Baccalaureat im Jahr 1884. Er war weitgehend Autodidakt, er studierte nur kurz 1886/87 an der Hochschule für Kunstgewerbe Paris und  1888/89 an der Académie Julian und wurde 1889 ein Mitgründer der Gruppe Les Nabis. Er war befreundet mit Henri de Toulouse-Lautrec, beide publizierten eine Bildermappe über das Café-concert. Ibels gründete 1893 eine kurzlebige Zeitschrift, L'Escarmouche. Er zeichnete für politische Zeitschriften wie Le Père Peinard und die von seinem Bruder herausgegebene anarchistische Zeitschrift L’Assiette au beurre. In der  Dreyfus-Affäre ergriff er Partei für Dreyfus und gründete 1898 dafür die Zeitschrift Le Sifflet.
Ibels malte Plakate fürs Theater und Cabaret und er illustrierte Bücher von Emile Zola und eine Neuausgabe des Romans Sébastien Roch von Octave Mirbeau, sowie La Fille Élisa von Edmond de Goncourt. 1891 stellte er erstmals seine Gemälde im Salon des Indépendants aus, eine Ausstellung 1894 in der Galerie  Bodinière zeigte auch Skulpturen und Fächer. Ibels war auch Autor von Theaterstücken. Nach dem Ersten Weltkrieg arbeitete er als Kunstlehrer an Schulen.
Ibels wurde 1914 in die Ehrenlegion aufgenommen. Die Stadt Lagny-sur-Marne benannte eine Straße nach ihm. Ibels' Bilder hängen unter anderem im Musée départemental Maurice-Denis Le Prieuré.

Grafiken, Bilder und Plakate
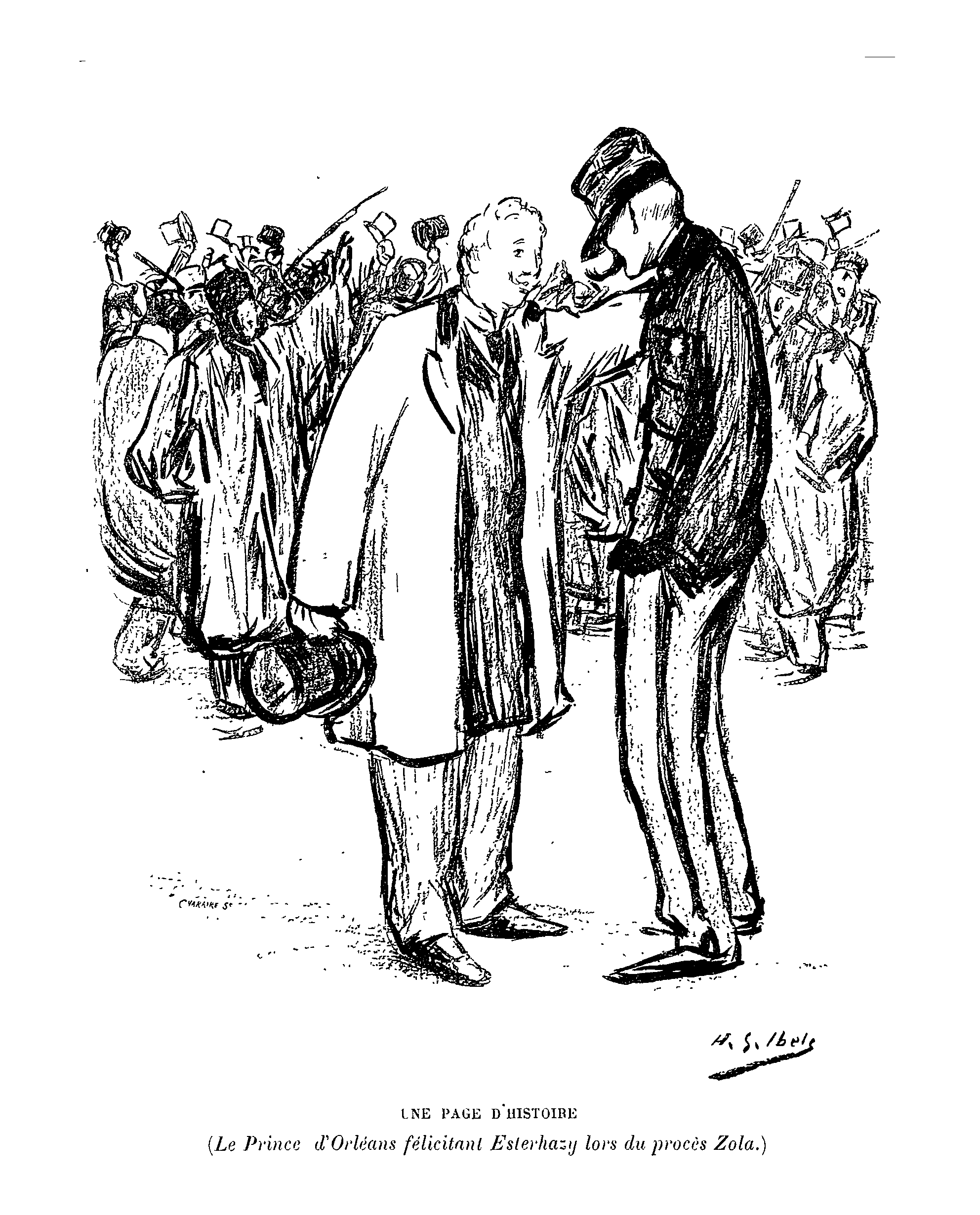
Prinz Henri d’Orléans gratuliert Esterházy zum Ausgang des Prozesses gegen Émile Zola (1898)
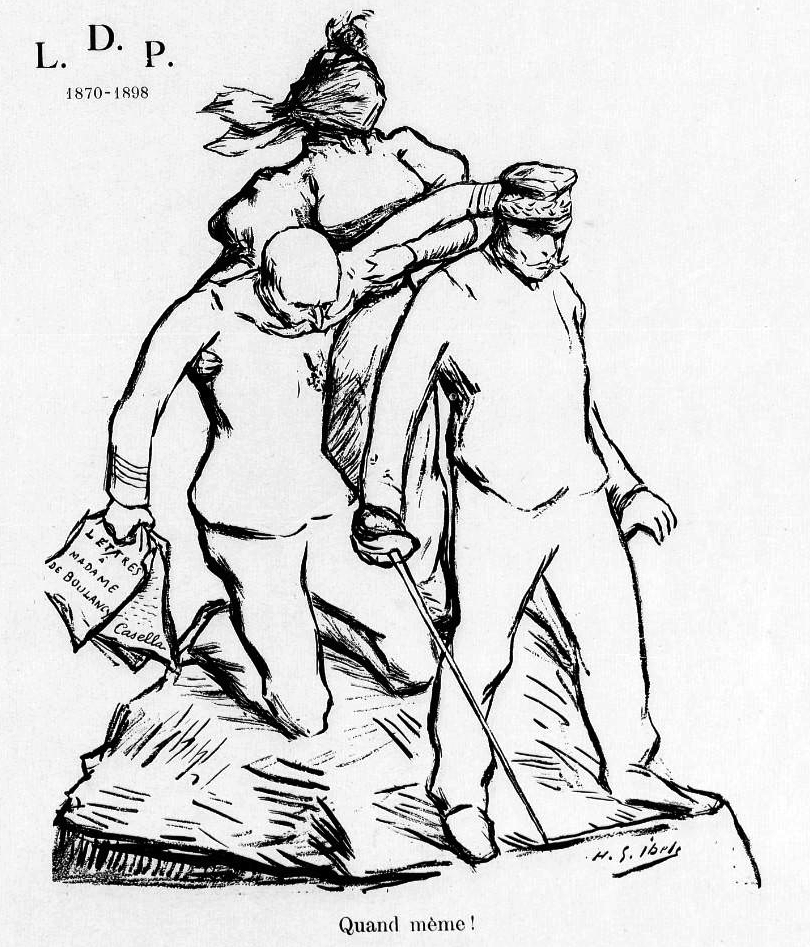
Justitia in der Dreyfus-Affäre. Karikatur in Le Sifflet (1898)
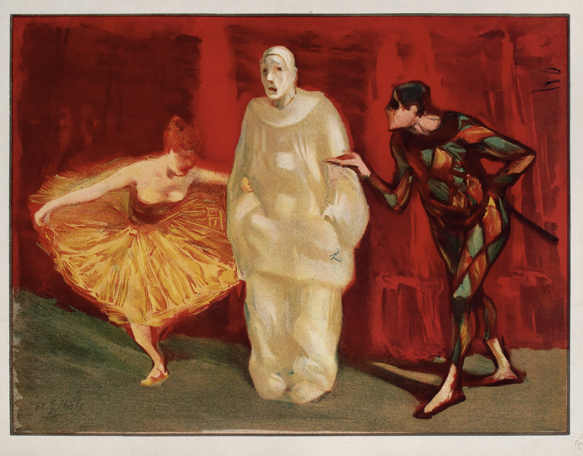
Pantomime (1898)
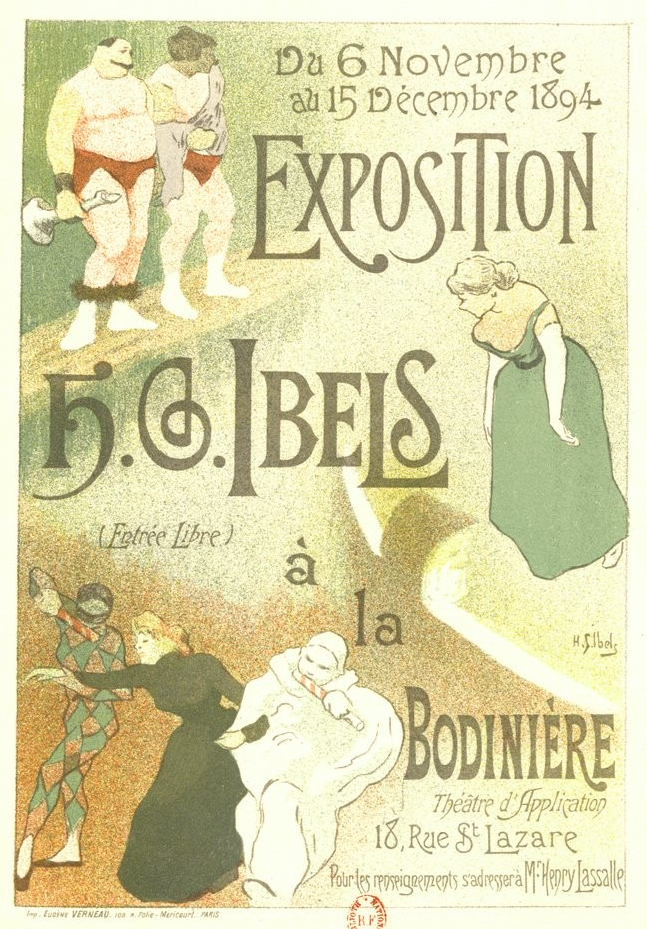
Ausstellung im Théâtre de la Bodinière (1894)
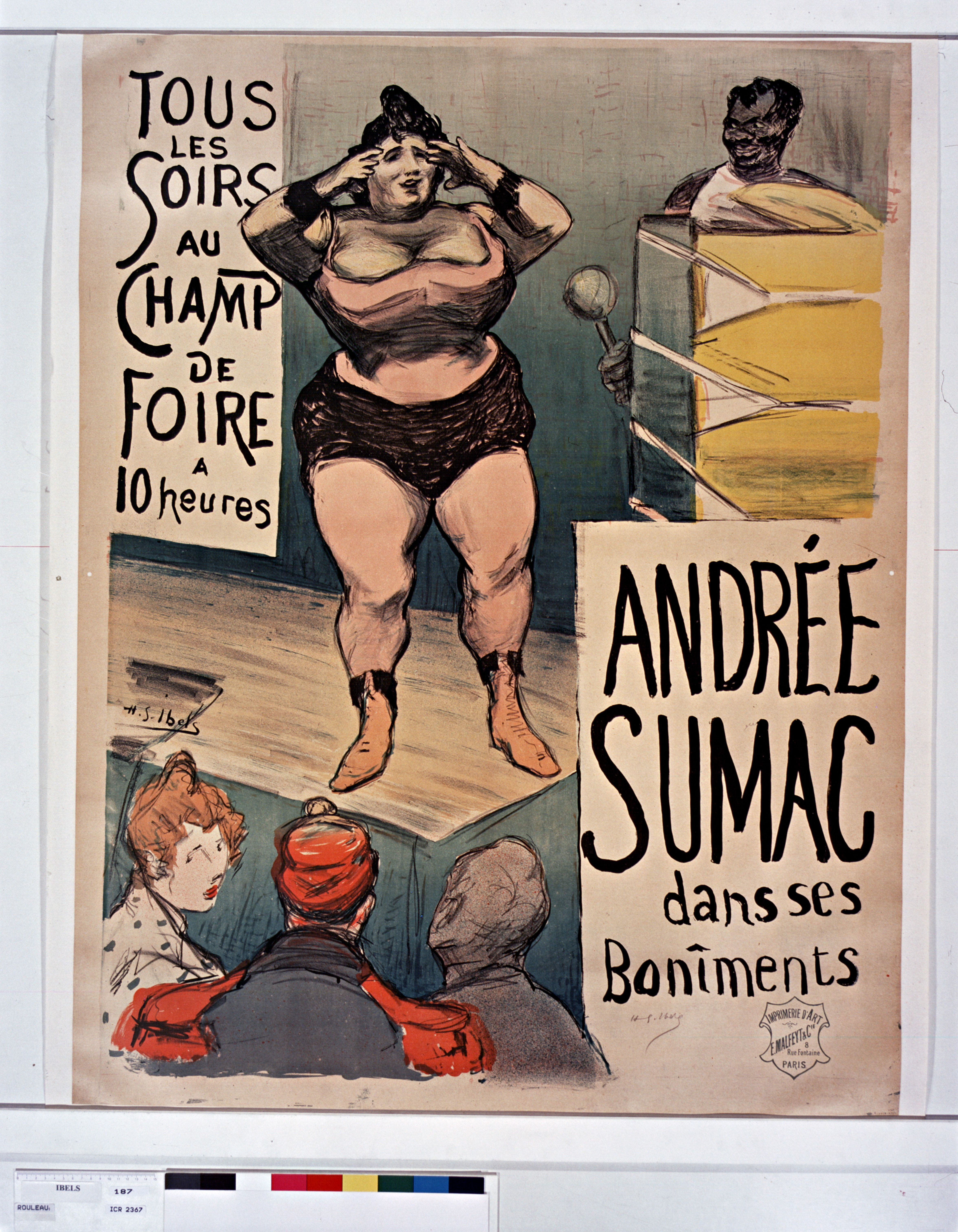
Andree Sumac (um 1897)
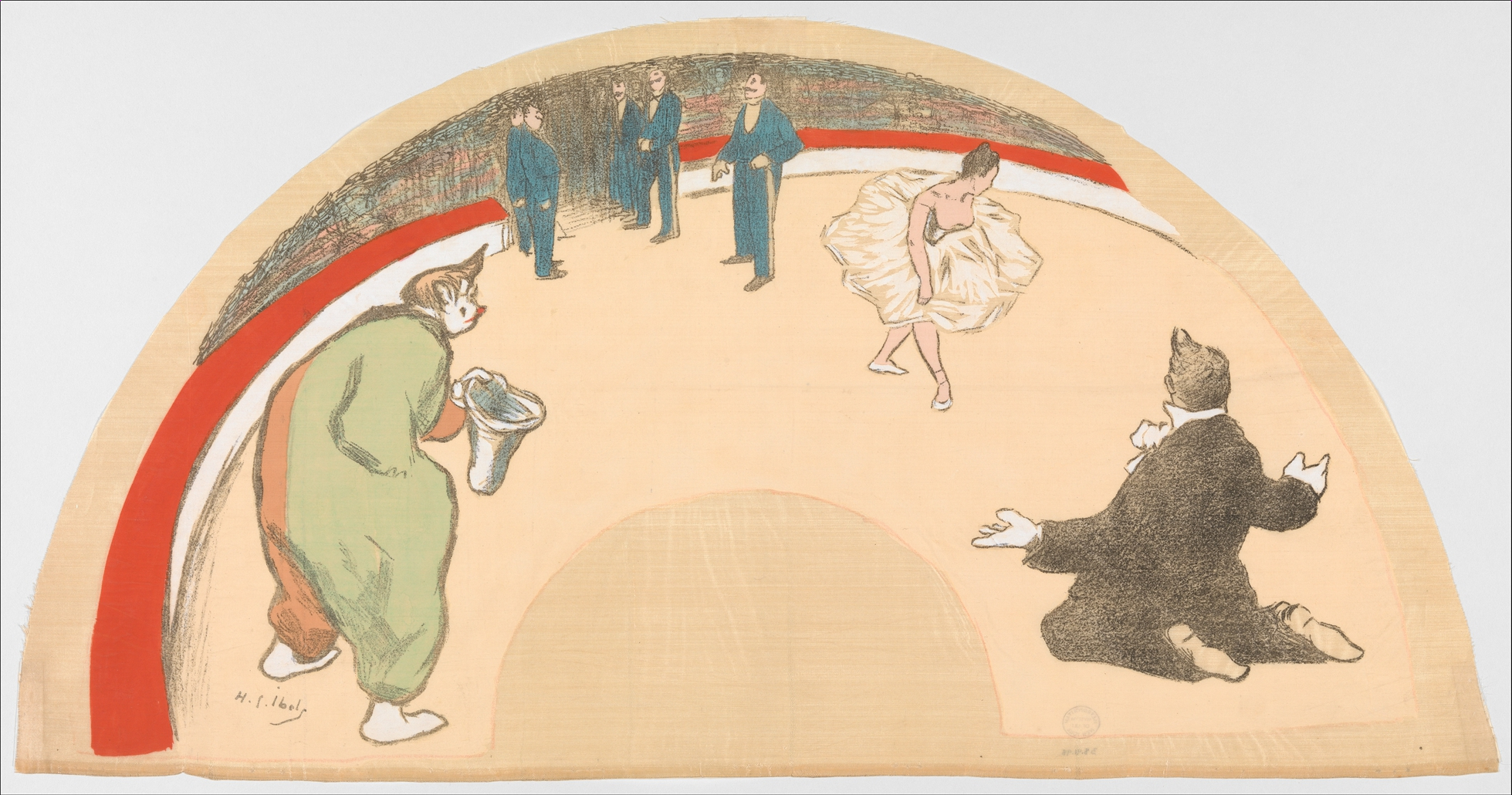
Zirkusszene. Entwurf für einen Fächer (um 1890)
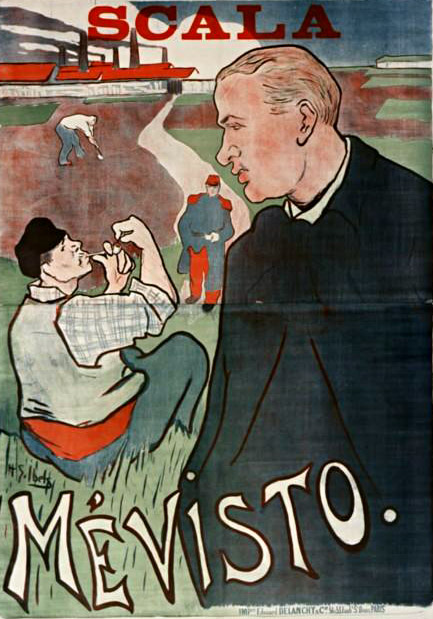
Auftritt des Sängers Jules Mévisto in der Scala (1892)

## Schriften (Auswahl)
- Allons-y! Cette édition comprend toute la collection des dessins de H.-G. Ibels parus dans le Sifflet. P.-V. Stock, Paris 1898.
- mit P. Morgand: La Neige: piece en deux actes. Librairie Théatrale, Paris 1903.